# Katalpa
Katalpa (cigaraš; lat. Catalpa), biljni rod iz porodice katalpovki kojemu pripada nekoliko vrsta drveća iz Kine i istočnim predjelima SAD–a
U Hrvatskoj rastu dvije vrste južnjačka i kineska katalpa

## Ime
Ime roda dolazi po indijancima Catawba na čijem je području otkrivena vrsta Catalpa bignonioides, i odakle ju je u Europu donesao botaničar Mark Catesby.. Po drugim izvorima dolazi od Kutuhlpa, što je indijanski naziv za to stablo.

## Vrste
1. Catalpa bignonioides Walter, južnjačka katalpa ili cigaraš
2. Catalpa brevipes Urb.
3. Catalpa bungei C.A.Mey.
4. Catalpa longissima (Jacq.) Dum.Cours.
5. Catalpa macrocarpa (A.Rich.) Ekman ex Urb.
6. Catalpa ovata G.Don, kineska ili žuta katalpa
7. Catalpa purpurea Griseb.
8. Catalpa speciosa Teas